# Lagocephalus gloveri
Lagocephalus gloveri је зракоперка из реда Tetraodontiformes.

## Угроженост
Подаци о распрострањености ове врсте су недовољни.

## Распрострањење
Ареал врсте је ограничен на мањи број држава. 
Врста има станиште у Индонезији, Јапану, Кини и Хонгконгу.

## Станиште
Станиште врсте су слатководна подручја.